# Zoey 101: The Curse of the PCA
Zoey 101: The Curse of PCA (en español, La maldición de la PCA) es la segunda película de la serie televisiva de Dan Schneider, Zoey 101, esta película está conformada por dos episodios con continuidad de la serie, los números 43 y 44, respectivamente. Fue dirigida por Steve Hoefer.

## Sinopsis
La historia empieza cuando el Sr. Hodges, uno de los maestros de Zoey, Chase, Michael y Logan les dice que va a aplicarles una prueba el próximo día, y les asegura que va a ser una prueba muy dura.
Más tarde, durante el almuerzo, todos empiezan a hablar sobre la leyenda de Charles Galloway, un chico que fue estudiante de PCA hace 50 años, el mismo tiempo en que el señor Hodges comenzó a dar clases, y supuestamente se volvió loco durante la prueba del Sr. Hodges y huyó a la "Cañada Roca Roja", una montaña cerca de la PCA, y que despues de su escape, intentaron rescatarlo pero nunca volvieron a verlo.
Más tarde, Lola y Quinn ponen un plato de manzanas en la sala de hombres y una cámara, analizando que tan bien besan los chicos al comer una manzana. Despues ellas empiezan a hablar de la leyenda de Charles Galloway y dicen que sería muy emocionante comprobar si la leyenda es cierta. En medio de su charla, un chico llamado Leif escucha la conversación y les dice que él puede llevarlas a ellas y a sus amigos a la Cañada Roca Roja para comprobar la leyenda. En ese momento, Lola empieza a sentir atracción por Leif y acepta.
Al día siguiente, Lola le cuenta a todos que Leif puede llevarlos a la cañada e intenttan convencer a Zoey y Chase, quienes dicen que es más importante estudiar para la prueba del día siguiente, pero ante la insistencia de los demas, en especial Logan y Michael, Zoey y Chase terminan aceptando. Horas más tarde, los chicos le preguntan a Leif cuánto falta para llegar y cuando Chase mira la brújula de Leif, se da cuenta de que ésta no sirve. Desesperado, ve unos patos y los sigue porque piensa que ellos los guiarán de vuelta a la PCA. Chase sugiere a Lola que lo siga para que no se pierda más y le da un radio para poder comunicarse con ella.
Una vez que Lola encuentra a Leif, este le confiesa que no sabía como llegar a la cañada y que les sugirió llevarlos porque quería estar con ella y luego ambos se sientan en una piedra, donde Leif le da a Lola una mandarina, y el come una manzana. Inmediatamente, Lola recuerda el experimento que hizo con Quinn y lo besa. 
Entre tanto, Zoey, Chase, Michael, Logan y Quinn siguen perdidos, pero Quinn saca sus "Quinnoculares" para encontrar la cañada. Una vez allí, Quinn saca un detector de metales y encuentra un viejo collar de la PCA, que despues lo examinan con los Quinnoculares y se dan cuenta de que tiene grabado el nombre "Charles L. Galloway" corroborando que la leyenda es cierta. Logan insiste en llevárselo ya que serían los más populares de la escuela por comprobar la leyenda, pero los demás le dicen que lo deje. Aún así, Logan guarda el collar en la mochila de Zoey sin que nadie lo vea.
Al rato le reportan a Lola sobre el hallazgo y le sugiere que se devuelva a la escuela con Leif, pero comienza a oscurecerse rápidamente y aparece una tormenta. De inmediato, Todos corren desesperados tratando de regresar a la PCA, cuando ven una enorme y extraña nube verde en el cielo. En medio del caos, Zoey cae y se tuerce el tobillo por lo que no puede caminar, pero la nube se está acercando a ella y Chase la encuentra llevandosela hasta la PCA. 
En la enfermería, Zoey se recuesta en una cama del lugar y se encuentran con Stacey Dillsen, que fue recluida allí por el shock psicológico que le dejó el Señor Hodges. Al rato, la enfermera va a buscar un burrito cuando de repente se cierra la puerta de la enfermería, todo empieza a volar y una cubeta vuela hasta la cabeza de Zoey, dejándola sin ver nada a su alrededor.
Más tarde, Quinn, Michael, Logan, Leif y Lola regresan a la PCA. Todos saben que la nube era un fantasma pero nadie lo admite por miedo. Luego se enteran que Zoey se rompió el tobillo y que está en la enfermería con Chase.
Al enterarse del accidente de Zoey, todos van corriendo al edificio de la enfermería, pero antes de entrar ven la enorme nube verde afuera del edificio, y esa misma nube muestra la cara de Charles Galloway, y hacen que Michael entre por Zoey y Chase.
De inmediato, Michael logra entrar a la enfermeria y entre él y Chase suben a Zoey a una camilla que estaba en el pasillo. Una vez afuera, la camilla empieza a avanzar hasta las escaleras, y mientras avanzaba, Zoey consigue quitarse la cubeta de su cabeza y logra saltar, pero la camilla cae encima de Stacey, con todo e hisopos. Más tarde, todos van a la alcoba de las chicas y hacen unas esferas de materiales sintéticos que supuestamente harían desaparecer al fantasma.
Al rato se encuentran con Zoey y Chase y les muestran las esferas sintéticas, pero cuando Michael ve al fantasma, el sugiere lanzar las esferas pero Quinn dice que deben estar en un lugar cerrado, y rápidamente llegan al salón donde tendrían la prueba al día siguiente. Cuando todos están dentro del salón Michael nota que el fantasma esta pasando debajo de él por lo que se van al frente de la ventana y lanzan las esferas, haciendo que el fantasma desaparezca por un momento, pero el espectro vuelve a aparecer haciendo que el salón quede destruido. Cuando todos escapan del salón, se preguntan por qué el fantasma de Charles Galloway los atacaba si creian haber dejado intacto el lugar. En ese momento, Logan admite que el no devolvió el collar y lo colocó en la mochila de Zoey, provocando que todos se enojen con él por haberse robado el collar. 
Al día siguiente, todos regresan a la cañada y ponen el collar de vuelta en su lugar. De inmediato, se ve al fantasma regresando a la cañada y desapareciendo. De pronto Zoey recuerda la prueba que tenían, pero no habían estudiado ni dormido.
Cuando llegan al aula, el señor Hodges esta furioso y trata de averiguar quiénes destruyeron su salón de clases. Zoey y sus amigos llegan rápidamente y dicen que fue por la esfera que le lanzaron al fantasma, y el profesor obviamente no les cree. Seguidamente le cuentan la leyenda de Charles Galloway pero el asegura que Galloway nunca fue a la Cañada Roca Roja y dice que no existen los fantasmas. De inmediato el fantasma sale de la cañada y va volando a la PCA y pone a darle vueltas al profesor en su propio eje, asustándolo por completo para que crea en ellos. Tras el susto, el maestro cancela el examen y Zoey le agradece a Charles Galloway por haberlos ayudado. La película termina con Charles regresando a su lugar de descanso eterno.

## Reparto
- Jamie Lynn Spears es Zoey Brooks.
- Sean Flynn es Chase Mathews.
- Victoria Justice es Lola Martínez.
- Christopher Massey es Michael Barrett.
- Erin Sanders es Quinn Pensky.
- Matthew Underwood es Logan Reese.
- Abby Wilde es Stacey Dillsen.
- Brad Dourif es Charles Galloway.

## Doblaje en Latino
- Zoey Brooks: Christine Byrd
- Chase Matthews: Carlos Díaz
- Michael Barret: Gabriel Ortiz
- Quinn Pensky: Gaby Ugarte
- Logan Reese: Miguel Ángel Leal
- Lola Martínez: Alondra Hidalgo
- Stacey Dillsen:Carla Castañeda
- Charles Galloway: Eduardo Arriola